# Thijs Obreno
Thijs Obreno (ur. 27 czerwca 1987 r. w Brugii) – belgijski wioślarz.

## Osiągnięcia
- Mistrzostwa Świata U-23 – Hazewinkel 2006 – czwórka podwójna wagi lekkiej – 8. miejsce[1].
- Mistrzostwa Świata U-23 – Glasgow 2007 – czwórka podwójna wagi lekkiej – 7. miejsce[1].
- Mistrzostwa Świata U-23 – Račice 2009 – jedynka wagi lekkiej – 2. miejsce[1].
- Mistrzostwa Świata – Poznań 2009 – czwórka bez sternika wagi lekkiej – 15. miejsce[1].
- Mistrzostwa Europy – Montemor-o-Velho 2010 – dwójka podwójna wagi lekkiej – 7. miejsce[1].